# 알랭기욤 부뇨니
알랭기욤 부뇨니(프랑스어: Alain-Guillaume Bunyoni, 1972년 4월 23일~)는 부룬디의 정치인으로 2020년 6월 23일부터 2022년 9월 7일까지 부룬디의 총리를 역임했다. 그 전인 2015년부터 2020년까지 부룬디 내각에서 내무부 장관을 역임했다.

## 생애 및 교육
부뇨니는 1972년 4월 23일 부줌부라 도시주의 칸요샤에서 태어났다. 그는 부룬디 대학교에서 교육을 받았다. 그는 1994년에 졸업했고 졸업생 명단에 올랐지만, 그는 졸업식에 참석하지 않았다. 대신, 그는 멜키오르 은다다예 대통령의 암살 이후 일어난 전투에 참여했다. 그는 민주주의 방어를 위한 군대의 일원이었다.

## 정치 경력
2003년, 민주방위국민회의 민주방위세력 정치 연합은 부룬디 내전에서 다른 전투원들과 휴전에 도달했다. 2004년부터 2005년까지 부뇨니는 새로운 경찰대의 감찰관으로 근무했다. 2005년부터 2007년까지, 그는 부룬디의 경찰서장으로 근무했다.
2007년과 2011년 사이에 부뇨니는 2015년부터 2020년 사이에 복귀한 내무부 장관으로 재직했다. 2011년부터 2014년까지, 알랭기욤 부뇨니는 대통령 집무실의 민정부 장관 사무실장으로 임명되었다.
2007년과 2011년 사이에 부뇨니는 2015년부터 2020년 사이에 복귀한 내무부 장관으로 재직했다. 2011년부터 2014년까지, 알랭기욤 부뇨니는 대통령 집무실의 민정부 장관 사무실장으로 임명되었다.
2020년 6월 23일, 부룬디 의회는 새로 선출된 에바리스트 은다이시미예 대통령이 부룬디의 제8대 총리로 알랭기욤 부뇨니를 지명하는 것을 수락하기로 투표했다. 그는 같은 날 부룬디의 대통령에 의해 취임 선서를 했다.
2023년 4월, 부룬디 경찰은 부뇨니를 찾고 있지만 체포가 임박했다는 경고를 받고 도망친다. 주장하는 사실은 알려져 있지 않다. 그는 마침내 자신의 생일인 4월 23일에 체포되었다. 보관됨 2023-04-23 - 웨이백 머신.

## 같이 보기
- 부룬디의 행정 구역